# 陳酆
陳酆（?—779年），字有芑。唐朝福建漳州人，祖籍光州固始。開漳聖王陳元光之孫，漳州刺史陳伯珙之子。
曾舉秀才，天寶年間除辰州唐興縣令（今湖南寧遠）；朝廷以殳伯梁任漳州刺史。由於殳伯梁接任刺史後貪腐頻傳、寇賊屢起，漳州人懷念陳元光、陳伯珙的政績，士紳余拱辰、朱興家到長安向朝廷建言，希望以陳酆接替父祖，留掌漳州。
朝廷批准，改任殳伯梁為他官。授陳酆朝散大夫、中郎將、漳州刺史。大曆十四年（779年）卒，諡忠憲。